# Jarmila
Jarmila je ženské jméno slovanského původu. Jeho význam může znamenat milující bujnost, sílu jara nebo souvisí se slovesem jarý a znamenalo by milující prudkost. Jedná se o ženský ekvivalent jména Jarmil.
Podle českého kalendáře má svátek 4. února.

## Statistické údaje
Následující tabulka uvádí četnost jména v ČR a pořadí mezi ženskými jmény ve srovnání dvou roků, pro které jsou dostupné údaje MV ČR – lze z ní tedy vysledovat trend v užívání tohoto jména:
| Rok       | Četnost     | Pořadí   |
| 1999      | 82 808      | 16.      |
| 2002      | 80 590      | 17.      |
| Porovnání | o 2218 méně | o 1 hůře |

Změna procentního zastoupení tohoto jména mezi žijícími ženami v ČR (tj. procentní změna se započítáním celkového úbytku žen v ČR za sledované tři roky) je -1,9%.

## Domácí podoby
Jarmilka, Jája, Jarka, Járinka, Jarmilečka

## Známé nositelky jména
- Jarmila Balážová – česká novinářka, moderátorka a romská aktivistka
- Jarmila Bednaříková – česká historička
- Jarmila Bilková – česká a československá politička
- Jarmila Boháčková – česká politička
- Jarmila Čapková (1889-1962) – česká překladatelka, manželka českého výtvarníka a spisovatele Josefa Čapka
- Jarmila Černocká – hlasatelka Českého rozhlasu Brno
- Jarmila Doležalová – starší ze dvou sester, které přežily vyhlazení Ležáků
- Jarmila Doležalová – česká spisovatelka
- Jarmila Emmerová – česká vysokoškolská pedagožka a překladatelka z angličtiny
- Jarmila Fastrová – česká překladatelka, dcera novinářky a spisovatelky Olgy Fastrové
- Jarmila Filipová (*1950) – česká politička
- Jarmila Gerlichová-Petrusková (1901-?) – česká a československá politička
- Jarmila Glazarová (1901-1977) – česká spisovatelka
- Jarmila Hásková – česká historička
- Jarmila Hassan Abdel Wahab – česká mezzosopranistka
- Jarmila Hašková – česká novinářka a prozaička
- Jarmila Horáková (1904-1928) – česká herečka
- Jarmila Jeřábková (*1945) – česká návrhářka dřevěných hraček
- Jarmila Jeřábková (tanečnice) (1912–1989) – česká tanečnice a choreografka
- Jarmila Kalousková – česká sinoložka a lingvistka
- Jarmila Klimešová – česká atletka a oštěpařka
- Jarmila Králíčková – československá pozemní hokejistka
- Jarmila Kratochvílová (*1951) – česká atletka
- Jarmila Kronbauerová (1893-1968) – česká herečka a zpěvačka
- Jarmila Kröschlová (1893-1983) – česká tanečnice a choreografka
- Jarmila Krulišová (1922-2006) – česká herečka
- Jarmila Krynická (*1952) – česká malířka
- Jarmila Křížková (*1943) – česká a československá politička
- Jarmila Křížová (*1952) – česká spisovatelka, původním povoláním knihovnice
- Jarmila Kurandová (1890-1978) – česká herečka
- Jarmila Lisková – česká architektka a urbanistka
- Jarmila Losseová – česká a československá politička
- Jarmila Loukotková (1923-2007) – česká prozaička a překladatelka
- Adina Mandlová (1910-1991) – česká herečka
- Jarmila Novotná (1907-1994) – česká operní pěvkyně a filmová herečka
- Jarmila Nygrýnová – československá atletka
- Jarmila Svatá (1903-1964) – česká herečka a spisovatelka
- Jarmila Šuláková (1929-2017) – česká zpěvačka
- Jarmila Veselá (1899-1972) – česká právnička
- Jarmila Veselá (1933-2017) – česká zpěvačka, flétnistka a příležitostná herečka
- Jarmila Wolfeová (*1987) – australská profesionální tenistka
- Jarmila Zadražilová – česká a československá politička

## Jiné Jarmily
- Jarmila – literární postava z Máchovy básně Máj, z níž oslovujeme i voláme : „Viléme ! Hynku ! Jarmilo !“
- Jarmila je opera Theodora Václava Bradského